# جشنواره فیلم کن ۱۹۹۷
پنجاهمین دوره جشنواره فیلم کن بین روزهای ۷-۱۸ مه برگزار شد. در این دوره ۲۰ فیلم با هم به رقابت کردند و برای اولین بار یک فیلم ایرانی به نام طعم گیلاس عباس کیارستمی توانست با شکست دادن جانی دپ و انگ لی برنده نخل طلا شود. جایزه بهترین بازیگر مرد جشنواره فیلم کن نیز به بازیگر نامدار آمریکایی شان پن رسید.

## هیئت داوران

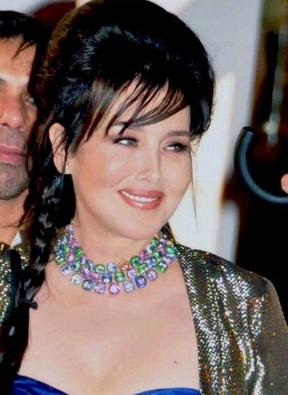
ایزابل آجانی، رئیس هیئت داوران

- ایزابل آجانی
- گونگ لی
- میرا سوروینو
- پل استر
- تیم برتون
- لوک بوندی
- Patrick Dupond
- مایک لی (کارگردان)
- نانی مورتی
- مایکل اونداتیه

## مسابقه
فیلم‌های زیر برای بخش مسابقه انتخاب شده‌اند:
- آدم‌کش(ها)- متیو کاسوویتس
- شجاع (فیلم ۱۹۹۷) - جانی دپ
- شاد در کنار هم (فیلم ۱۹۹۷) - وونگ کار وای
- پایان خشونت - ویم وندرس
- بازی‌های مسخره (فیلم ۱۹۹۷) - میشائیل هانکه
- طوفان یخ (فیلم) - انگ لی
- Il principe di Homburg - مارکو بلوکیو
- Kini and Adams - ایدریسا اودرائوگو
- محرمانه لس‌آنجلس (فیلم) - کرتیس هنسن
- La femme défendue - Philippe Harel
- آتش‌بس (فیلم ۱۹۹۷) - فرانچسکو رزی
- Nil by Mouth - گری الدمن
- بوسه مار - فیلیپ روسلوت
- او خیلی دوست داشتنیه - نیک کاساوتس
- آخرت شیرین - آتوم اگویان
- طعم گیلاس - عباس کیارستمی
- مارماهی (فیلم) - شوهئی ایمامورا
- به سارایوو خوش آمدید - مایکل وینترباتم
- چاه (فیلم ۱۹۹۷) - Samantha Lang
- وسترن (فیلم) - Manuel Poirier

## برندگان
- نخل طلا:
  - طعم گیلاس - عباس کیارستمی
  - مارماهی (فیلم) - شوهئی ایمامورا

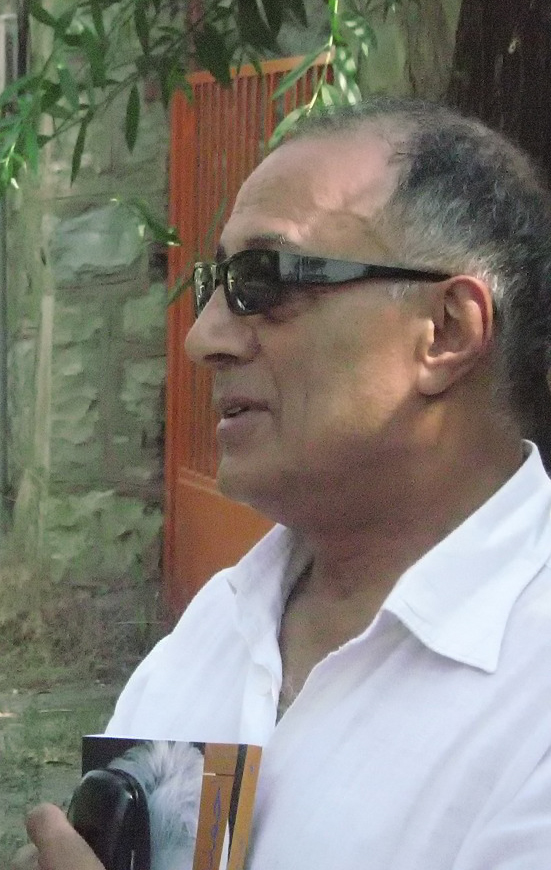
عباس کیارستمی، برنده نخل طلا

- جایزه بزرگ (جشنواره فیلم کن): آخرت شیرین - آتوم اگویان
- جایزه هیئت داوران جشنواره فیلم کن: وسترن (فیلم) - Manuel Poirier
- جایزه بهترین بازیگر مرد جشنواره فیلم کن: شان پن برای او خیلی دوست داشتنیه
- جایزه بهترین بازیگر زن جشنواره فیلم کن: کیتی برک برای Nil by Mouth
- جایزه بهترین کارگردان جشنواره فیلم کن: وونگ کار وای برای شاد در کنار هم (فیلم ۱۹۹۷)
- نخل طلایی فیلم کوتاه: ...Is It the Design on the Wrapper? by Tessa Sheridan
- جایزه بهترین فیلم‌نامه جشنواره فیلم کن: طوفان یخ (فیلم) - جیمز شیمس
- دوربین زرین: سوزاکو (فیلم) - نایومی کاواسه